# 沙爾阿肯區
53°47′24″N 67°26′24″E / 53.79000°N 67.44000°E

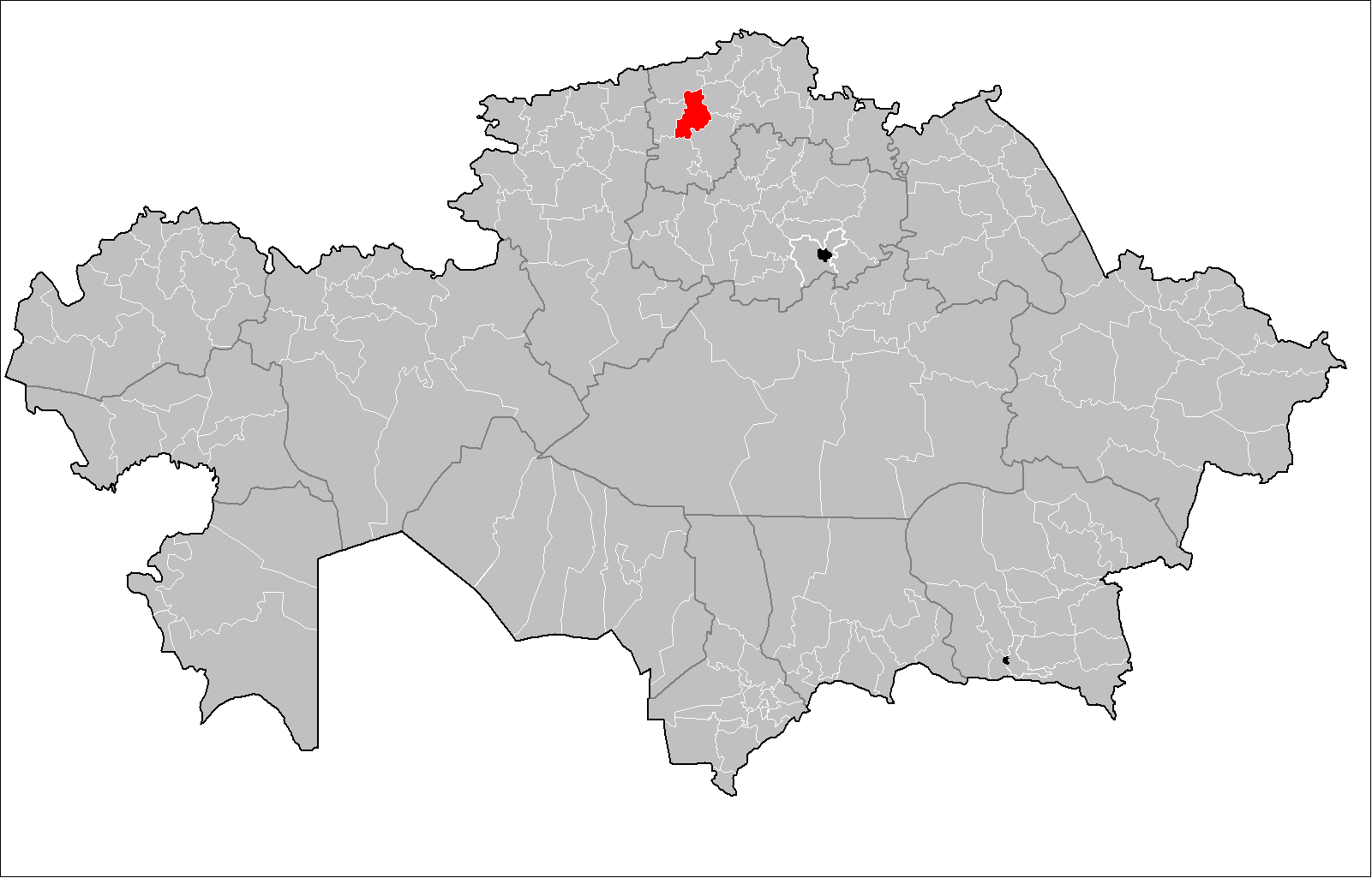

沙爾阿肯區是哈薩克斯坦的行政區，位於該國北部，由北哈薩克斯坦州負責管轄，首府設於谢尔盖耶夫卡，始建於1928年，面積4,841平方公里，2019年人口18,577。